# Famille de Roquefeuil Blanquefort
Pour les articles homonymes, voir Familles de Roquefeuil, Roquefeuil et Blanquefort.
La famille de Roquefeuil-Blanquefort, est une famille subsistante de la noblesse française, d'extraction chevaleresque, originaire de Guyenne et du Rouergue.
Cette famille est issue, en 1380, de l'union entre Jean de Blanquefort et Catherine de Roquefeuil-Anduze fille et héritière d'Arnaud IV de Roquefeuil-Anduze. Elle constitue la troisième famille de Roquefeuil, ayant formé plusieurs branches dont subsistent celles de Roquefeuil et du Bousquet, de Roquefeuil-Montpeyroux, de Roquefeuil de Bars, de Roquefeuil-La Bessière, de Roquefeuil d'Amber et de Roquefeuil-Cahuzac.
La famille est maintenue noble en 1668 et 1701 sur filiation noble prouvée remontant à 1400 et 1417.
Elle compte parmi ses membres de nombreux officiers dont des amiraux et généraux, des hommes politiques et des explorateurs. 

## Origines
Régis Valette mentionne une extraction chevaleresque avec une filiation prouvée remontant à 1352.
Henri Jougla de Morenas dans le Grand Armorial de France (1948) fait débuter la généalogie de cette famille à Jean de Blanquefort, marié en 1393 à Catherine de Roquefeuil-Anduze, héritière de la baronnie de Roquefeuil. Leur fils, Antoine, prit le nom et les armes de Roquefeuil, (Catherine de Roquefeuil institua pour son héritier universel Antoine de Blanquefort, son fils, à la charge de porter le nom et les armes de Roquefeuil).
Le mariage de Jean de Pujols de Blanquefort et de Catherine de Roquefeuil eut lieu le 13 novembre 1380,. Selon Fulcran de Roquefeuil, ils avaient obtenu une dispense du Pape pour raison de parenté au quatrième degré le 21 octobre 1380.
Plusieurs hypothèses ont été émises quant à l'origine de la famille de Blanquefort :
Hippolyte de Barrau écrit que Jean de Pujols, seigneur de Pujols (Lot-et-Garonne) et de Blanquefort, marié en 1381 à Catherine de Roquefeuil était le fils de Hugues IV de Pujols, seigneur de Blanquefort, capitaine de Sauveterre, subrogé à la place de sénéchal de Périgord de 1360 à 1364 et qui teste en 1390, et de  Catherine de Madaillan de Lesparre, dame de Rauzan. Hugues IV de Pujols était le fils de Raimond II de Pujols, qualifié de noble et puissant baron, seigneur de Blanquefort, et d'Hélène de Gourdon. L'ascendance masculine est suivie depuis Hugues de Pujols, qui fut témoin le 26 août 1213 à l'hommage rendu par Bernard de Durfort au comte Raimond VI de Toulouse, pour son château de Beaucaire (diocèse de Cahors).
Louis de La Roque, dans le Bulletin de la Société héraldique et généalogique de France (1879), écrit : « Le nom de cette dernière famille se rencontre en Guyenne dès le XIe siècle, mais sa filiation n'est établie régulièrement que depuis le commencement du XIVe siècle. Il y avait en Guyenne trois principales seigneuries du nom de Blanquefort : une dans le Médoc, une autre en Agenais et la troisième près de l'Isle-Jourdain. Chacune d'elles a pu donner son nom à une famille et il est difficile de constater quelle est celle qui fut le berceau de la maison de Blanquefort Roquefeuil. ».
La Chesnaye-Desbois écrit en 1761 : « La maison de Blanquefort parait originaire du duché de Guyenne où le nom le Blanquefort est connu fort anciennement. La baronnie de Blanquefort est située dans l'Agenois (...) Quant aux terres et château de Blanquefort, ils étaient de tout temps dans la maison de Blanquefort. ».
Jullien de Courcelles écrit en 1822 : « Il existait dès le onzième siècle en Guyenne, une maison de Blanquefort, que quelques généalogistes nomment par corruption de Blancafort, d’après l’orthographe latine de ce nom (...) Cette maison de Blanquefort tirait son nom d’une ancienne baronnie de Médoc qui étendait sa juridiction sur plusieurs paroisses considérables. Leurs descendants paraissent avoir par la suite imposé leur nom à deux autres terres de Blanquefort, situées, l’une à cinq quarts de lieue de l’Isle-en-Jourdain, et l’autre à deux lieues et demie de Fumel en Agénois. ». Jullien de Courcelles donne une généalogie de cette famille de Blanquefort qui remonte à Ayquem-Guillaume seigneur de Blanquefort, nommé dans une charte promulguée en 1079 par Guillaume VIII duc d’Aquitaine, en faveur de l’abbaye de la Sauve-Majeure.
La Chesnaye-Desbois écrit : « Suivant un ancien mémoire sur la maison de Roquefeuil (...) Catherine fille unique et héritière d’Arnaud de Roquefeuil IVème du nom fut mariée à Jean de Blanquefort pour réunir ces deux branches "attendu que ledit Jean descendait d’un cadet de la même maison qui avait pris le nom de Blanquefort de cette seigneurie qui lui avait été donnée par Raymond de Roquefeuil en 1227 (...) mais ce mémoire ne dit point de quel cadet viendrait cette descendance (...)». De fait, les Roquefeuil-Anduze comptaient dans leurs possessions deux châteaux de Blanquefort, l'un situé à proximité d'Arrigas et d'Aumessas (Gard) et l'autre situé sur les contreforts du causse du Causse Méjean (Lozère) et «on trouve un Bernard de Blanquefort, seigneur d’Anduze, dont il est fait mention notamment en un inventaire des titres de la maison d’Albret qui était ès mains de M d'Hozier, juge d’armes de France, lequel Bernard de Blanquefort traita avec le duc d’Aquitaine en l’an 1310 (...) Du reste, on ne trouve nulle preuve de cette substitution de nom, qu'on ne peut soupçonner peut-être que sur des confusions de seigneuries auxquelles il semblerait que quelques doubles mariages auraient pu donner occasion (...) Il y a une généalogie  de la maison de Roquefeuil, qui vient jusqu’au seizième siècle dans l’Histoire de la maison de la Tour d’Auvergne, par Justel, habile généalogiste, qui témoigne contre cette substitution, puisqu’il n’en fait nulle mention. Plusieurs autres anciennes généalogies de même qu’on peut le voir aussi dans l’Histoire Générale de Languedoc disent que la seigneurie de Blanquefort était plus de cent ans avant cette époque dans la maison de Roquefeuil d’Anduze, quoiqu'il ne se trouve cependant, on le répète encore ici, aucune preuve existante. »,.

## Histoire
La famille Roquefeuil, originaire de Saint Jean de Roquefeuil (Aveyron), est mentionnée dès le XIe siècle. La filiation est toutefois incertaine jusqu'à Adélaïde de Roquefeuil dernière héritière de sa maison qui épouse Bertrand d'Anduze. Leur fils Raymond relève le nom formant ainsi la famille de Roquefeuil-Anduze autour de l'an 1200 dont est issue Catherine de Roquefeuil.

### AuXVesiècle
En 1465, une révolte de grands seigneurs se forme contre le roi Louis XI qui tente de réduire les prérogatives de la haute noblesse de France. Les grands seigneurs dont Jean V d'Armagnac forment la Ligue du Bien Public. Louis XI lève une armée et parvient à diviser les ligueurs avec qui il signe plusieurs traités successifs. Alliés et soutiens du comte d'Armagnac, Jean et Antoine durent obtenir des lettres de rémission royales en 1478.
En 1483, Bérenger de Roquefeuil hérite du château de Bonaguil où il entreprend des travaux considérables. Durant plus de trente ans, la forteresse est modernisée pour y intégrer les derniers systèmes de défense militaire requis par l'essor de l'artillerie. 

### AuXVIesiècle
Entre 1494 et 1559, les Guerres d'Italie viennent opposer les grandes puissances européennes dont la France, l'Espagne et le Saint-Empire pour le contrôle des riches territoires italiens. Plusieurs Roquefeuil prennent part à ces conflits avec notamment trois fils de Charles et Blanches de Lettes. L'ainé, Jean-Antoine se couvre de gloire à la bataille de Cérisoles avant de rejoindre les combats en Flandres et en Alsace. Il est cité dans la défense de Metz lorsque la ville est vainement assiégée par les troupes de Charles Quint. Il y trouve la mort en novembre 1552 lors d'une sortie entreprise par François, duc de Guise. Son frère, Antoine II, est également cité en 1452 dans le Piémont lors de prise de la place forte de Vulpian.

De 1562 à 1598, ont lieu les Guerres de Religion qui opposent les catholiques aux protestants. De nombreux membres de la famille Roquefeuil prennent une part active à ce conflit, parfois dans des camps divergents. Antoine II est impliqué dès 1568 lorsqu'il reçoit le maréchal de Monluc ainsi que toute la noblesse catholique de la province dans son château de Flaugnac. Il avait eu deux enfants Antoine III et Jean-Hector qui prirent position dans les camps opposés. Antoine III, soutient Henri, duc de Guise après que la baronnie de Castelnau-Montratier ait été dévastée par les huguenots. Le 12 février 1570, il est nommé chevalier de l'ordre de saint-Michel par Charles IX qui lui écrit, : 

« Monsieur de Roquefeuil, pour vos Vertus et Mérites vous avez été choisi par les frères et compagnons de l'ordre de Monsieur Saint-Michel pour être associé à la compagnie »

Son frère, Jean-Hector contrairement à ses parents, embrasse la cause des protestants et reçoit plus de 18 blessures durant les combats auxquels il participe. Il perd le bras droit à la bataille de Coutras durant laquelle les troupes d'Henri de Navarre mettent en déroute celles d'Henri III alors commandées par le duc de Joyeuse. Malgré cette fâcheuse affaire, il poursuit sa carrière militaire et son renom lui attira l'amitié d'Henri IV. Ce dernier s'appuya sur Jean-Hector dans la prise de Cahors en mai 1580 qui œuvre pour éviter au mieux le pillage et massacre de la ville. En 1589, il est nommé chevalier de l'ordre de Notre-Dame du Mont Carmel et reçoit en 1593 à Castelnau les Etats du Quercy. Avec Antoine de Peyrusse, il s'emploie à mettre fin à la guerre civile,.  
La famille Roquefeuil compte cinq abbesses au XVIe siècle: 
- Delphine de Roquefeuil (1507 à 1513) abbesse de Nonenque[14],
- Vaurie de Roquefeuil (mentionnée en 1520), abbesse de Gorjan[15],
- Marguerite de Roquefeuil, (1513 à 1553) abbesse de Nonenque[14],
- Louise de Roquefeuil (1553 à 1560) abbesse de Nonenque[14],
- Blanche de Roquefeuil (1560 à 1561) abbesse de Nonenque[12],[14].

### AuXVIIesiècle
En 1618, Louis XIII érige la baronnie de Roquefeuil en marquisat en faveur d'Antoine III. 
L'assassinat d'Henri IV de 1610 entraine une période de troubles et notamment les rébellions huguenotes. En 1621, Jean-Antoine, fils d'Antoine III combat sous les ordres de Louis XIII lors des sièges de Montauban et de Montpellier. Ce dernier participe également au siège de la Rochelle ou il meurt d'une blessure à la cuisse. 
Antoine-Alexandre, frère cadet du précédent s'engage dans la guerre de succession de Mantoue (1628 - 1631), conflit périphérique de la Guerre de Trente Ans qui oppose le France de Louis XIII aux Habsbourg. Il participe activement aux campagnes militaires en Savoie et en Roussillon. De retour dans sa baronnie de Castelneau, il a un différend avec son beau-frère, Jacques de Lomagne, qu'il tue en duel par cinq coup d'épée. Condamné à mort, il est gracié par le roi en raison de ses mérites militaires. Le 6 mars 1636, il lève le premier régiment de Roquefeuil qui s'illustre lors de la bataille de Buffalora contre les forces espagnoles.
Entre 1688 et 1697, la France de Louis XIV doit faire face à une large coalition européenne, la ligue d'Augsbourg qui s'oppose à sa politique d'expansion. C'est durant cette période que Jacques-Aymar rejoint la marine royale et s'y distingue en mer du Nord en secondant le chevalier de Saint-Pol. 
La famille de Roquefeuil-Blanquefort est maintenue noble en 1668 sur preuves de 1400 et en 1701 sur preuves de 1417.
La famille Roquefeuil compte un abbé au XVIIe siècle: Scipion de Roquefeuil (1601 - 1611) abbé et de Saint Guillem le Désert, fonction également assurée par trois de ses aïeux de la famille de Roquefeuil-Anduze.

### AuXVIIIesiècle
Jacques-Aymar est aussi mentionné dans la Manche et dans la mer du Nord durant la guerre de Succession d'Espagne (1701 - 1714) période durant laquelle il prend à l'abordage plus de six navires ennemis. Son cousin éloigné Guillem-Manuel de Rocafull soutient également Pilippe V ce qui lui vaudra d'être élevé à la grandesse d'Espagne. 
Pendant la guerre de succession d'Autriche (1740 - 1748) qui oppose les grandes puissances européennes, plusieurs membres de la famille jouent un rôle actif au sein de la marine royale française. Jacques-Aymar, alors lieutenant-général des armées est chargé en 1744 de commander l'escadre de Brest dans un projet d'invasion de l'Angleterre. L'opération échoue à cause d'une tempête. Son premier fils, Aymar-Joseph, prend part au conflit et sert successivement dans les escadres du marquis d'Antin aux Antilles puis du duc d'Anville en Acadie. René-Aymar, son frère, participe à la bataille du cap-Finisterre en 1747 contre les britanniques ou il sera fait prisonnier,. 
A l'occasion de la guerre de Sept-Ans, Pierre et son cousin Jacques-Aymar servent dans la Royale et prennent part aux principaux affrontements. Jacques-Aymar poursuit sa carrière avec le commandement du port, de la ville et du château de Brest puis en contribuant à la reconstitution de l'académie royale de marine.
Sept membres de la famille sont reçus aux honneurs de la Cour : les 19 avril 1755, janvier 1756, 26 mars 1771, mai 1771, 12 août 1771, 4 mars 1773 et le 28 mars 1777.
Plusieurs membres de la famille Roquefeuil prennent part à la guerre d'indépendance des États-Unis. Trois d'entre eux sont admis dans la Société des Cincinnati fondée en 1783 par George Washington:
- Pierre (1735 -1789), brigadier des armées navales, qui commanda le Dauphin Royal dans la division de l'amiral de Grasse lors de la bataille des Saintes. Membre d'origine de la Société des Cincinnati.
- Pierre-Jean (1746 -1807), capitaine de vaisseau, combat à la bataille de la Cheasapeake. Membre d'origine de la Société des Cincinnati.
- Charles-Balthazar (1752 - 1795) , capitaine de vaisseau, combat à la bataille de la Cheasapeake. Membre d'origine de la Société des Cincinnati.
- Jacques-Aymar de Roquefeuil, lieutenant de vaisseau sur le Saint-Esprit, qui servit sous l’amiral de Grasse lors de la campagne d’Amérique.
- Le chevalier de Roquefeuil, enseigne de vaisseau sur l'Hector, qui servit sous l’amiral de Grasse lors de la campagne d’Amérique.
- Alexandre Amable de Roquefeuil, enseigne de vaisseau, qui commandait l'aviso "l'Expédition" lors du combat victorieux de la frégate "La Surveillante" contre la frégate  "HMS Québec" et l'aviso "HMS Rambler".

Durant la révolution française, plusieurs Roquefeuil émigrent et rejoignent l'armée de Condé. C'est notamment le cas de: 
- Alexandre (1751-1830), seigneur d'Amber, sert pendant 20 ans dans l'armée du Roi et épouse Marie d'Albaret. Passé en 1792 à l'armée de Condé, il reçoit l'ordre de saint Louis et le grade de colonel de cavalerie. Il rentre en 1802 en France. Il participe à des activités clandestines jusqu'à la Restauration et reçoit en 1815 le brevet de maréchal de camp le 14 février 1815[23],
- Charles-Balthazar (1752 - 1795) sert dans la marine royale durant 25 ans et reçoit la croix de saint Louis. Capitaine de Vaisseau et héros de la guerre d'indépendance, il émigre en 1792 et participe au débarquement de Quiberon. Capturé, il est fusillé peu de temps après[24],[25].
- François-Pierre (1762-1792), volontaire dans le régiment de Damas, il participe au débarquement de Quiberon. Capturé, il est fusillé le 11 thermidor. Il était fils de Jean-Baptiste de Roquefeuil et de Louise Quanterie[24],[25].
- Innocent (1752 - 1796), colonel avant la révolution, il émigre et lève en 1795 le régiment de Roquefeuil dont il prend le commandement. Il est mortellement blessé durant la bataille d'Ober-Kammlach en 1796.

### Depuis le début duXXIesiècle
La famille de Roquefeuil-Blanquefort comptait, dans les armées, au début du XXIe siècle, cinq officiers généraux : 
- Jean-Melchior de Roquefeuil et du Bousquet (1926-2021), général de brigade de l'armée de terre[n 2], commandeur de l'ordre national du Mérite et officier de la Légion d'honneur, croix de la valeur militaire. Il fut  président de la Société des Cincinnati de France de 1997 à 2004[26].
- Pierre de Roquefeuil (né en 1951), contre-amiral, ancien commandant de l'École navale, ancien Inspecteur des forces maritimes[n 3] et ancien directeur de l'Institut catholique des arts et métiers (ICAM) de Toulouse, commandeur de l'ordre national du Mérite et officier de la Légion d'honneur.
- Henry de Roquefeuil (né en 1952), général de corps aérien[n 4],[n 5], commandeur de la Légion d'honneur et grand officier de l'ordre national du Mérite[n 6].
- Antoine de Roquefeuil, contre-amiral, directeur adjoint du personnel militaire de la Marine[n 7], chevalier de la Légion d'honneur, chevalier de l'ordre national du Mérite.
- Jérôme de Roquefeuil, général de brigade, officier de la Légion d'honneur.

La famille de Roquefeuil est membre de l'Association d'entraide de la noblesse française, depuis 1938. La branche de Roquefeuil et du Bousquet en est membre depuis 1928, et celle de Roquefeuil Montpeyroux (Montpeyroux), depuis 1938.

## Filiation

### Branche ainée
- Antoine Ier de Roquefeuil-Blanquefort († 1417), héritier et seigneur des baronnies de Roquefeuil, du Pouget, de Combret, de Castelnau-Montratier, et de Blanquefort (fils de Jean de Blanquefort et de Catherine de Roquefeuil) prend le nom de Roquefeuil selon la volonté de sa mère, qui l'institue héritier universel à charge de porter le nom et armes de Roquefeuil[5]. Il épouse en 1408 Delphine d'Arpajon, fille de Hugues III d'Arpajon, vicomte de Lautrec, et de Jeanne de Séverac, six enfants, dont :
  - Jean II de Roquefeuil-Blanquefort, marié en 1444 avec Isabeau de Peyre, fille d'Astorg de Peyre et de Louise de Biron[5]. Jean II et son frère Antoine II s'étaient rangés dans le parti d'Armagnac pendant les troubles de la Ligue du Bien public, et ils durent obtenir des lettres de rémission du roi Louis XI en février 1478[28]. Jean II a pour fils :
    - Château de BonaguilBérenger de Roquefeuil-Blanquefort (1448-1530), marié le 20 septembre 1472 à Anne du Tournel, fille de Pierre-Guérin du Tournel, issu de la maison de Chateauneuf-Randon, et de Louise de Crussol, première dame d'atours de la reine. Page du roi Louis XI, il quitta la cour d'Amboise en 1477 en réaction à l'exécution de Jacques d'Armagnac dont il était un des fidèles soutiens. Possédant une vingtaine de châteaux en Rouergue et en Quercy, il se plaignit que les habitants de Castelnau-Montratier abusaient de la coutume qui dispensait du droit de leude toute marchandise apportée au marché qui ne dépassait pas un quarton[29]. Le parlement de Toulouse lui donna raison sur le fond mais le condamna pour avoir tenté de se faire justice lui-même en détruisant les poids et mesures de la ville[30] et il dut reconnaître publiquement ses torts[31]. Il agrandit et fortifia son château de Bonaguil, bravant un décret royal interdisant les fortifications privées[32].
      - Charles de Roquefeuil fils de Bérenger, épouse en 1519 Blanche de Lettes de Montpezat, sœur du maréchal Antoine de Lettes-Desprez de Montpezat. Il prend part aux guerres d'Italie de Louis XII et François Ier.
        - Jean-Antoine participe également aux Guerres d'Italie puis prend part à la guerre que soutient Henri II contre Charles Quint. Il meurt au combat à Metz en 1552 alors que la ville était assiégée par les troupes du Saint-Empire romain germanique[29].
        - Antoine II, succède à son frère et décédé sans héritier et sert dans l'armée de Piémont. Il épouse en 1555 Claude de Cardaillac, puis en seconde noces Philippine de La Tour d'Auvergne-Turenne (1560). Durant les Guerres de Religion (France), il soutient le parti catholique et reçoit à Flaugnac le maréchal de Montluc la noblesse catholique de la province[29].
          - Antoine III, à l'instar de son père rejoint le parti catholique durant les guerres de religion. Il se distingue durant les combats et est fait chevalier de l'ordre du roi (chevalier de l’ordre de Saint-Michel) en 1570 par le roi Charles IX. Le épouse le 11 mai 1584 Marie-Angélique de Rochechouart. En 1618, il fit ériger la baronnie de Roquefeuil en marquisat[5].
            - Antoine-Alexandre (1585-1639), participe aux campagnes militaires royales en 1624-1625. De retour en France, il tue en duel son beau-frère Jacques de Lomagne et est condamné à mort, le 3 juillet 1632, par la cour de Toulouse puis gracié in extremis par le roi Louis XIII pour sa conduite militaire passée. Antoine-Alexandre, pour rentrer dans les grâces royales, lève le premier régiment de Roquefeuil qui est cité pour sa conduite le 9 juillet 1636 au combat de Buffarola. De son mariage en 1625 avec Claude de Saint-Aignan, il a un fils François, mort sans postérité, et une fille, Marguerite-Gilberte.
              - Marie-Gilberte (1626 - 1699) hérite en 1639 de Bonaguil presque en ruines, où cependant elle habite. Elle épouse en premières noces Gaspard de Coligny. Le marquisat de Roquefeuil passa par cette alliance dans la famille de Damas puis fut vendu  par Jean Pierre de Damas, comte d'Anlezy et de Thianges, au fermier général Jean-Maurice de Faventines par acte passé le 14 mars 1775 devant Dehérain, notaire à Paris, pour le prix de 273 000 livres. Les terres de Blanquefort et de Bonaguil passèrent dans la famille de Dyo. Marguerite-Gilberte de Roquefeuil épousa en secondes noces Claude-Yves, marquis d'Alègre. Leur fille Marie-Marguerite d'Alègre (1660-1678) épousa le 8 février 1675 Jean-Baptiste Colbert, marquis de Seignelay, fils du Grand Colbert.

          - Jean-Hector, soutient la réforme protestante contre son frère et participe aux combats. Il reçoit 18 blessures avant de perdre son bras droit lors de la Bataille de Coutras. Il soutient et accompagne Henri IV qui le nomma chevalier du Mont-Carmel.

        - Charles de Roquefeuil, baron de Grandval, épousa Jeanne de Roaix de Belpech, le 10 août 1560 puis Françoise de Caudières le 7 septembre 1564. Il est chevalier de l'ordre du roi (chevalier de l'ordre de Saint-Michel)[5].

### Branche de Padiès puis du Bousquet et de Montpeyroux
Cette branche est issue d'Antoine II , fils d'Antoine Ier et de Delphine d'Arpajon. De son mariage avec à Blanche de Saunhac descendent un grand nombre d'officiers généraux et d'amiraux :
- Jacques Aymar de Roquefeuil et du Bousquet (1665-1744), chef d'escadre, s'illustre dans les combats navals des Orcades, Lauwick, Bressey Sound, et à la bataille du cap Béveziers. Tout au long de sa carrière, il coula au combat plus de vingt vaisseaux et prit quatorze vaisseaux de ligne à l'ennemi hollandais ou anglais dont trois à l'abordage (notamment : le HMS Hampton Court et le HMS Grafton, vaisseaux de ligne anglais de 70 canons, pris tous deux le 2 mai 1707). Il parvient au grade de lieutenant général des armées navales en 1741 et fait office de vice-amiral en l'absence d'un titulaire. Il est également gouverneur du port et de la ville de Brest et de l'île d'Ouessant[33],[34]. En 1744, il commande dans la Manche, une escadre de dix-neuf vaisseaux, partis de Brest, en vue de favoriser la descente du prince Charles en Angleterre, lorsqu'il meurt à bord de son vaisseau Le Superbe, le 8 mars, à l'âge de 79 ans[35].
  - Aymar Joseph de Roquefeuil et du Bousquet (1714-1782), son fils ainé, fait lui aussi une carrière dans la Marine royale où il entre comme garde-marine à Brest à l'âge de 13 ans (1727). Enseigne de vaisseau (1731), il navigue de la Baltique à Saint-Domingue et sera nommé lieutenant de vaisseau en 1741. Il est fait capitaine de vaisseau et chevalier de l'ordre de Saint-Louis le 1er janvier 1746, à moins de 32 ans, pour ses services remarqués pendant 19 ans. Il commande L'Aquilon pendant quinze mois aux Antilles en 1750 et 1751. Ayant sous ses ordres La Friponne, la frégate du comte du Chaffault. Entre 1754 et 1758, il remplit les fonctions de second chef d'escadre, dans les Antilles, sous le commandement de Rolland-Michel Barrin, comte de La Galissonière, de Étienne de Perier, puis de Bompar. En 1754, 1756 et 1758, il commande successivement les vaisseaux L'Actif, Le Protée et L'Hector. Promu au grade de chef d'escadre des armées navales, le 1er janvier 1761, à moins de 47 ans, il reçoit le commandement de la Marine et du port de Brest auquel le roi unit, le 25 mars 1762, celui de la ville et du château de Brest et de l'île d'Ouessant qu'avait déjà eu son père. lieutenant général des armées navales, il est gouverneur du port et de la ville de Brest. Dans ces fonctions il développe, avec énergie et méthode, le programme de construction des vaisseaux de 74 canons. Sous sa supervision, vingt vaisseaux de 74 canons sont construits et amarinés. En avril 1769 il obtient de Choiseul et de Louis XV le rétablissement et la promotion au rang d'académie royale de l'Académie de marine dont le premier directeur avait été Sébastien-François Bigot de Morogues en 1752. En 1777, il est nommé inspecteur de l'infanterie et du corps royal de la marine. Il termina sa carrière au rang et dignité de Vice-Amiral de France, commandant la flotte du Levant, et grand-croix de l'ordre royal et militaire de Saint-Louis[35].
    - Innocent-Adrien-Maurice de Roquefeuil, fils d'Aymar-Joseph de Roquefeuil. Capitaine au régiment de Noailles dragons (1777), colonel au régiment Royal Médoc[36](1788), maréchal de camp (1792). Il émigra et fut le colonel du second régiment de Roquefeuil dans l’armée des princes. Il mourut des blessures reçues lors de la bataille d'Ober-Kammlach, contre les troupes révolutionnaires françaises près d’Augsbourg en 1796, en dépit des soins remarquables prodigués par Pierre-François Percy, chirurgien en chef de l'armée du Rhin. Après sa mort, le régiment passe au nom de son successeur le colonel comte Charles Félix de Lascaris-Vintimille puis est fusionné avec le régiment de Bardonnenche. Le drapeau de ce régiment est conservé au château de Chantilly.

  - René-Aymar de Roquefeuil et du Bousquet (1718-1780), frère d'Aymar Joseph. Rentré comme garde-marine en 1733 à 15 ans, il termine sa carrière avec le rang de chef d'escadre des armées navales. Membre de l'Académie royale de Marine.
    - Alexandre-Amable de Roquefeuil (né en 1757), lieutenant de vaisseau de la Marine royale, il est, à 23 ans, le commandant de l'aviso L'Expédition, bâtiment d'escorte de la frégate La Surveillante commandée par M. du Couëdic de Kergoaler lors du combat livré le 6 octobre 1779 contre le HMS Quebec et son escorte l'aviso HMS Rambler. Le combat des vaisseaux et de leurs escortes, de puissance équivalente, fut d'une exceptionnelle violence et du Couëdic, malgré son habileté et son courage eût grand-peine à prendre le dessus. Après que Roquefeuil eût sévèrement endommagé le HMS Rambler, conserve du Quebec, les deux commandants d'avisos conviennent de cesser le combat pour porter assistance à La Surveillante, désemparée, et aux survivants du HMS Quebec qui venait d'exploser et de sombrer. Après la victoire de M. du Couëdic, le vicomte de Roquefeuil, ayant à son bord les 43 prisonniers britanniques rescapés du Quebec et du Rambler (coulé également), remorqua la frégate La Surveillante, très endommagée, jusqu'au port de Brest[37]. Convié à Versailles pour rendre compte du combat (M. du Couëdic étant mourant), il y rencontre la princesse Bathilde d'Orléans, duchesse de Bourbon et devient son amant. De cette liaison naquit une fille, Adélaïde-Victoire, que la princesse garde longtemps et discrètement auprès d'elle au palais de l'Élysée. Il meurt à 28 ans, noyé en rade de Dunkerque le 22 août 1785[38].

Pierre de Roquefeuil-Montpeyroux (1735/1789), participa, pendant la guerre d'indépendance des États-Unis, à la première bataille d'Ouessant le 27 juillet 1778 puis commanda le vaisseau La Renommée, avec laquelle il prit deux corsaires. Il participa également au débarquement de la Chesapeake, sous les ordres de l'Amiral de Grasse et fut commandant du vaisseau Le Dauphin Royal (70 canons) lors de la bataille des Saintes. Plusieurs fois grièvement blessé, il se retire avec le grade de brigadier général des armées navales et une pension de 3600 livres sur le Trésor royal.
Pendant la Terreur, trois Roquefeuil Blanquefort participent au débarquement de Quiberon (deux furent pris et fusillés). François de Roquefeuil (1770-1853), seul rescapé est nommé maire de Rennes en 1821 sous la Restauration.

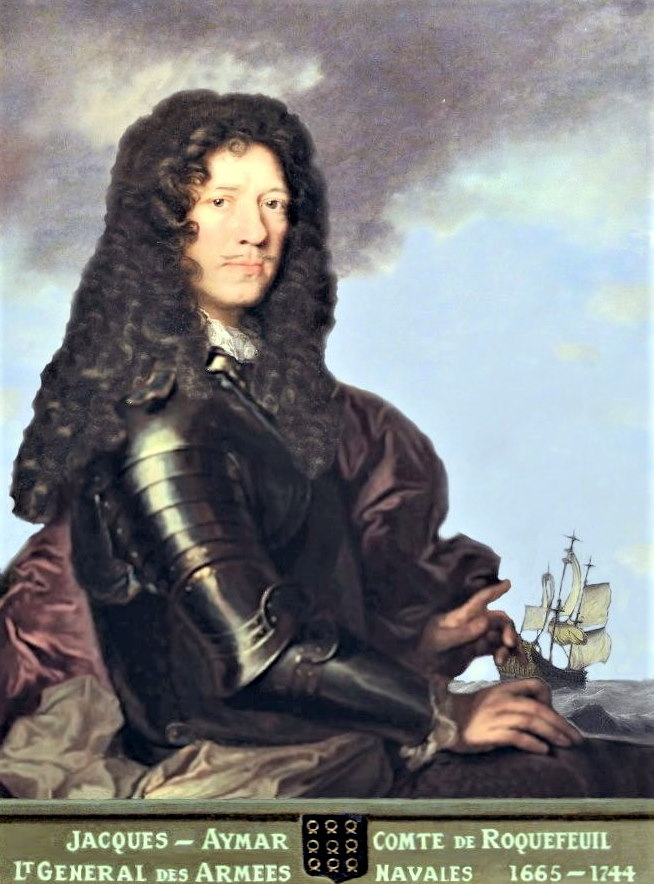
Jacques Aymar, comte de Roquefeuil, Lieutenant général des armées navales (1665-1744)
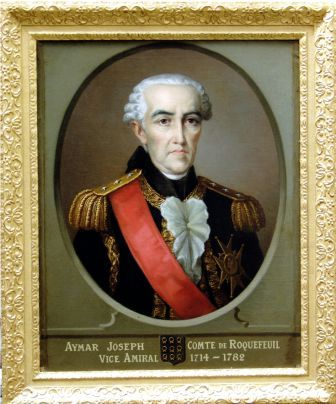
Aymar Joseph, comte de Roquefeuil, Vice-Amiral de France, commandant la flotte du Levant (1714-1782)
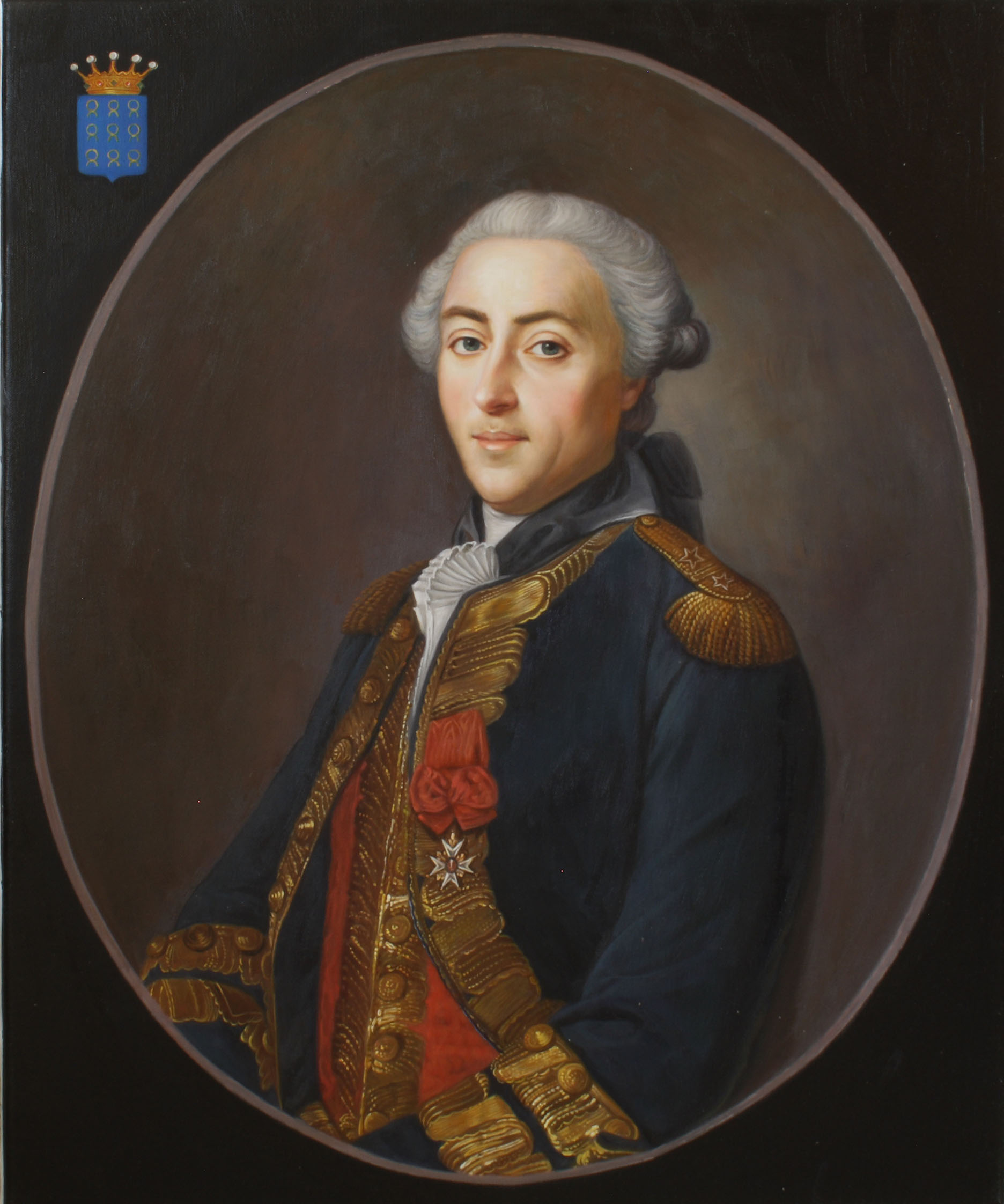
René Aymar, vicomte de Roquefeuil, chef d'escadre des armées navales (1718-1780)
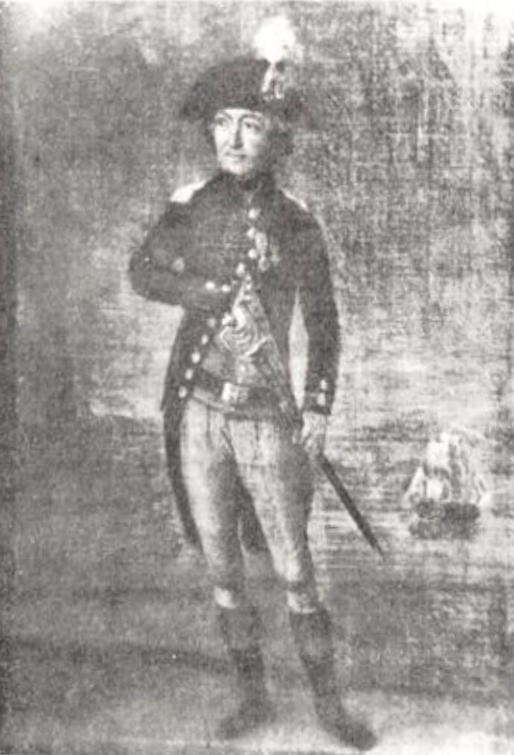
Pierre, comte de Roquefeuil-Montpeyroux, Brigadier général des armées navales (1735-1789)

### Branche d'Amber et de Bars
Amédée de Roquefeuil de Bars, né à Saint-Pol-de-Léon (Finistère) le 27 janvier 1804. D'abord officier de Marine, il se présenta, avec l'appui du parti monarchiste et catholique, aux élections du 13 mai 1849 à l'assemblée législative dans le département du Finistère. Il fut élu député par 51 711 voix (86 649 votants, 150 165 inscrits), siégea à droite et appuya toutes les mesures de la majorité monarchiste. Partisan de l'expédition de Rome, de la loi Falloux-Parieu sur l'enseignement, de la loi du 31 mai sur le suffrage universel, il resta attaché au parti légitimiste et ne se rallia point à la politique de Louis-Napoléon Bonaparte alors président de la République française. Il retourna à la vie privée en 1851.

### Branche de La Bessière et de Cahuzac
La branche de Cahuzac s'établit à Cahuzac, dans le Tarn et donne naissance à de nombreux officiers et personnalités politiques dont: 
- Jacques-Philippe de Roquefeuil-Cahuzac (1718 - 1786) page de la petite écurie du Roi en 1735[40] qui épouse en Marie-Madeleine de Boisset de Glassac:
  - Augustin Joseph de Roquefeuil-Cahuzac (1749 - 1824) colonel de dragons marié avec Marie de Verdun qui émigre durant la révolution[7] dont:
    - Camille de Roquefeuil-Cahuzac (1781-1831), entré en 1797 dans la Marine, qu'il quitte avec le grade de lieutenant de vaisseau. Il termine sa carrière comme gouverneur des ports de la Réunion où il est mort[n 9]. Fin 1815, lors de la seconde restauration de Louis XVIII, le gouvernement du duc de Richelieu le désigne pour prendre le commandement du navire Le Bordelais de l'armateur Jean-Étienne Balguerie junior de Bordeaux. Il fait un tour du monde en trente-six mois (première circumnavigation française après la Révolution : 1816/1819) pour ouvrir de nouvelles voies commerciales à la métropole aquitaine. Le récit de son voyage traduit en anglais, allemand et espagnol connait un succès d'édition[41].

  - Charles-Balthazar de Roquefeuil-Cahuzac (1752-1795), officier dans la marine royale il participe à la guerre d'indépendance des États-Unis. Il quitte ses fonctions de capitaine de vaisseau pour rejoindre l'armée des princes en 1791. Prisonnier après le débarquement de Quiberon, il est fusillé à Vannes le 21 juillet 1795. Il épouse Marie-Jeanne d'Yzalguette dont[42]:
    - Aymar-Louis de Roquefeuil-Cahuzac (1788-1880), colonel du 40ème régiment de ligne le 17 avril 1829 et marié en 1827 à Anne de Wendel,
    - Alexandre de Roquefeuil-Cahuzac, capitaine d'infanterie, marié à Marie de Curt et mort de la fièvre en Martinique en 1828,
    - Adèle de Roquefeuil-Cahuzac, chanoinesse de Sainte-Anne

  - Jean-Baptiste de Roquefeuil-Labistour, né d'une liaison entre son père et Marie Fabre. Il commence sa carrière dans la marine en roturier et parvient au grade de capitaine de vaisseau.   Légitimé en 1780 pour bravoure, il peut être intégré officiellement la Royale en qualité de capitaine de Brulot[43].

- Félix de Roquefeuil Cahuzac (1833-1893), conseiller à la Cour des Comptes est avec Albert de Mun et René de La Tour du Pin un des dirigeants de l'œuvre des Cercles catholiques d'ouvriers et eut une influence dans la conception de la doctrine sociale de l'Église catholique exprimée par l'encyclique Rerum novarum[44].
  - Robert de Roquefeuil (1864-1940), son fils, est le premier président de l'Association catholique de la jeunesse française.
  - Henri de Roquefeuil (1869-1928), capitaine de vaisseau, officier de renseignement, est attaché militaire en Grèce et joua un rôle dans l'installation au pouvoir en 1916 du premier ministre francophile Elefthérios Venizélos qui engagea la Grèce dans la guerre au côté des alliés (1917)[45],[46],[47],[48].

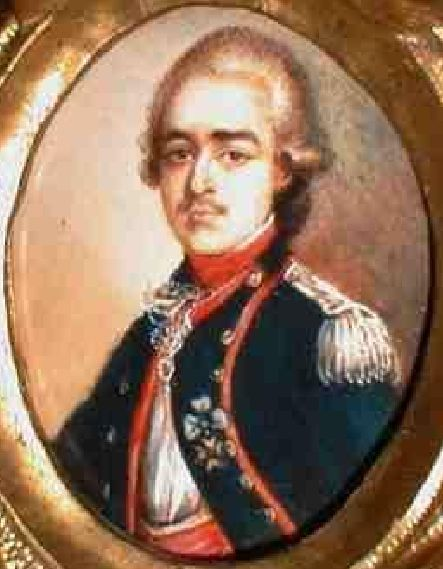
Augustin de Roquefeuil Cahuzac (1749-1824), colonel de dragons avant d'émigrer durant la révolution
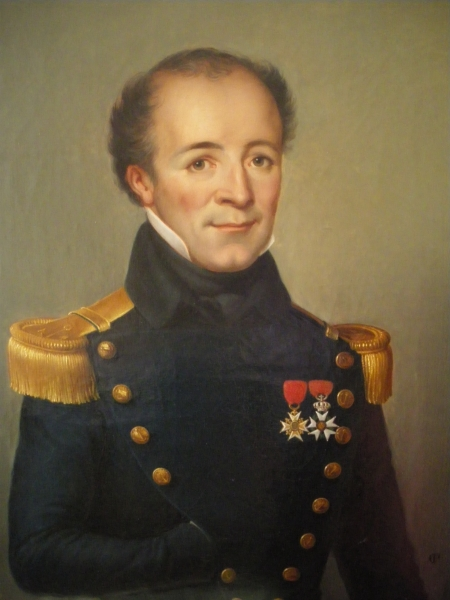
Camille de Roquefeuil Cahuzac (1781-1831), marin et explorateur
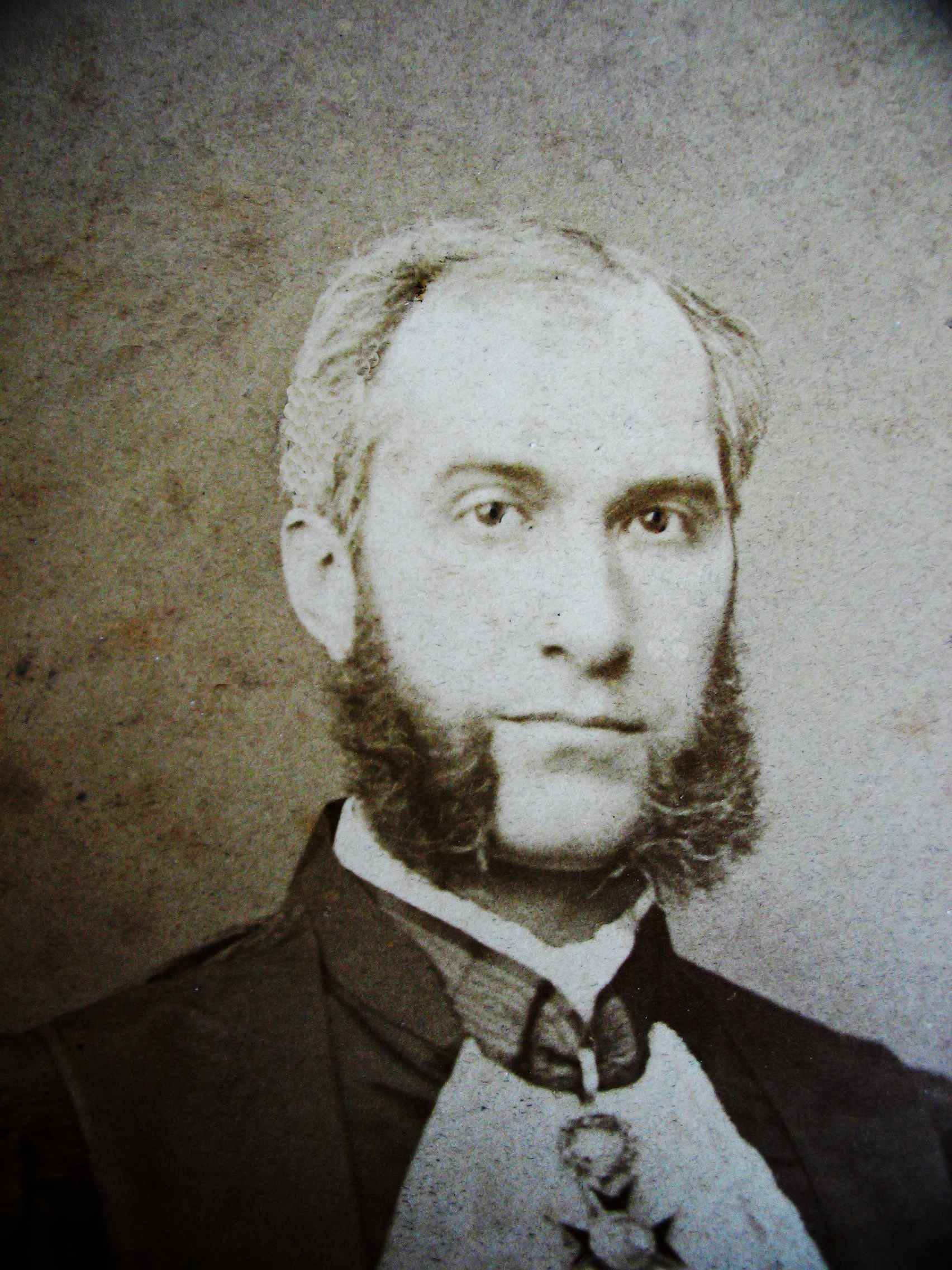
Félix de Roquefeuil conseiller à la Cour des Comptes (1833-1893)
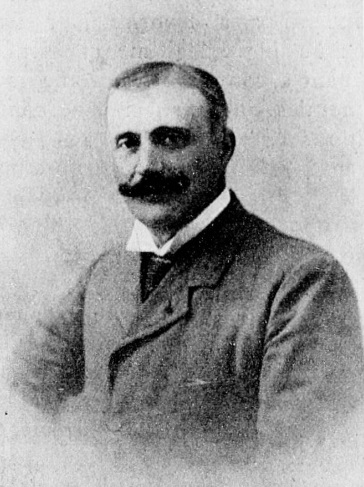
Robert de Roquefeuil Cahuzac (1864-1940), premier président de l'Association catholique de la jeunesse française,
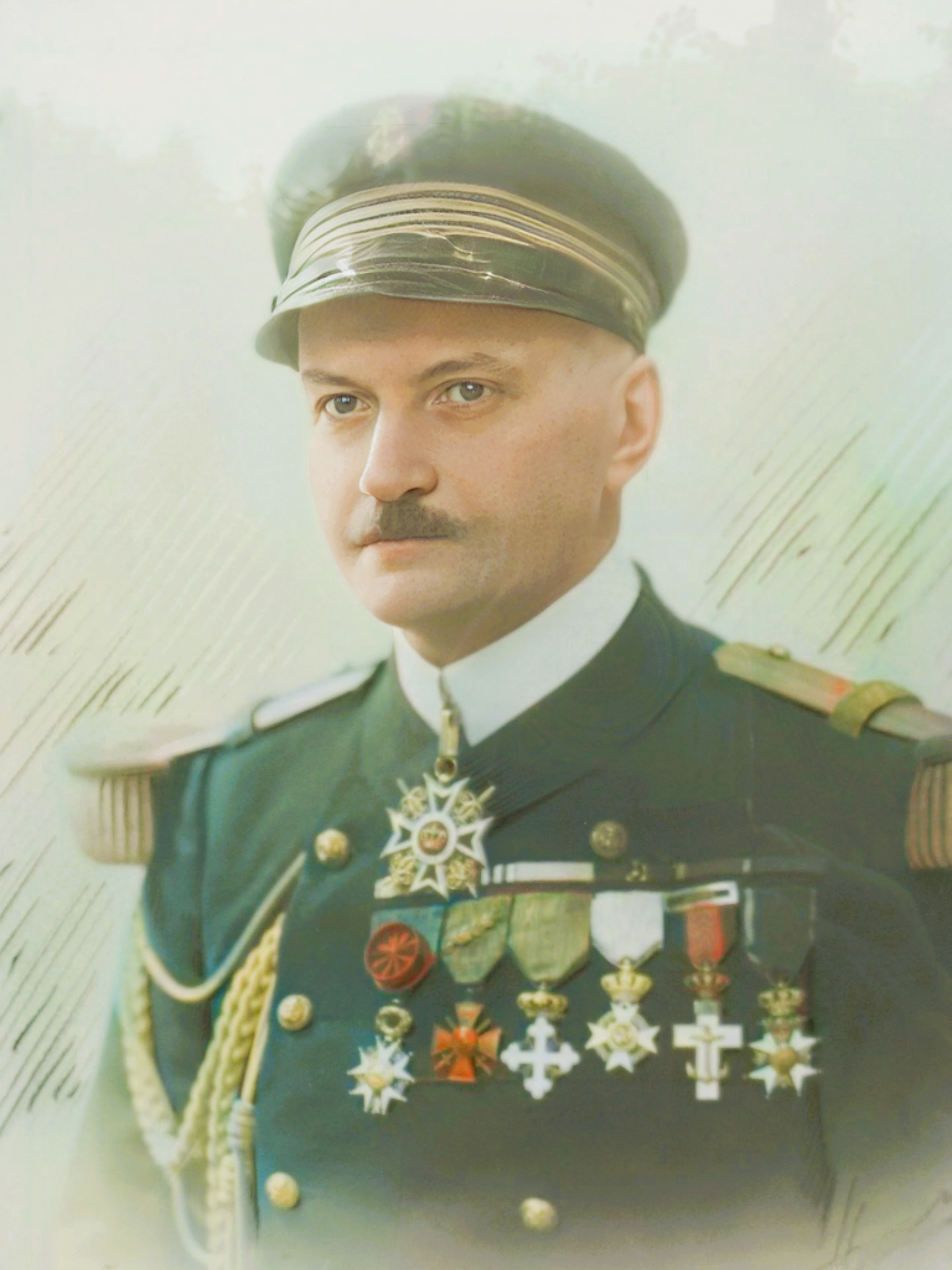
Henri de Roquefeuil (1869-1928), capitaine de vaisseau, officier de renseignement, attaché militaire en Grèce.

## Châteaux et demeures

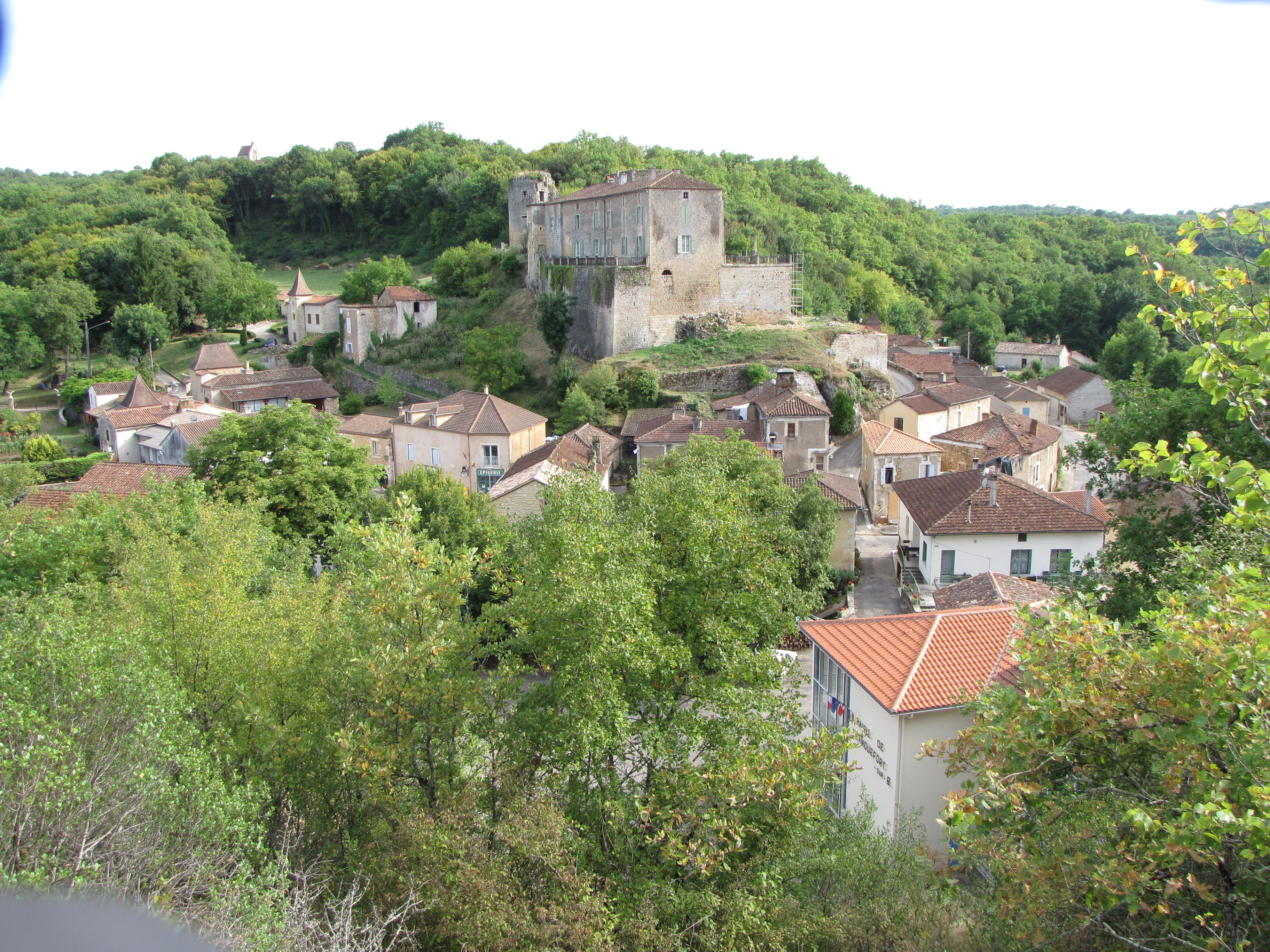
Château de Blanquefort-sur-Briolance
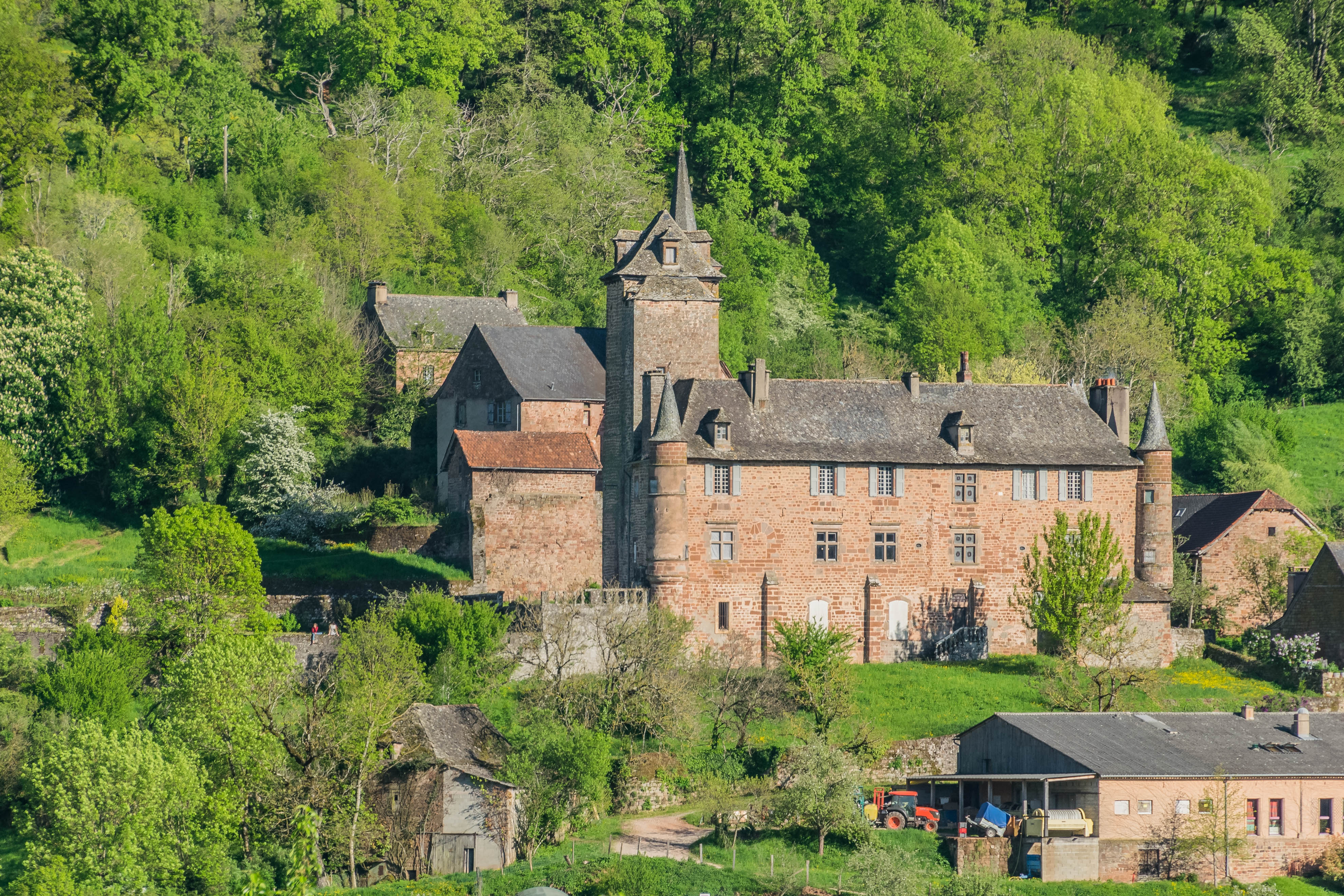
Château de Combret, hérité par Arnaud II marié à Jacquette de Combret en 1316
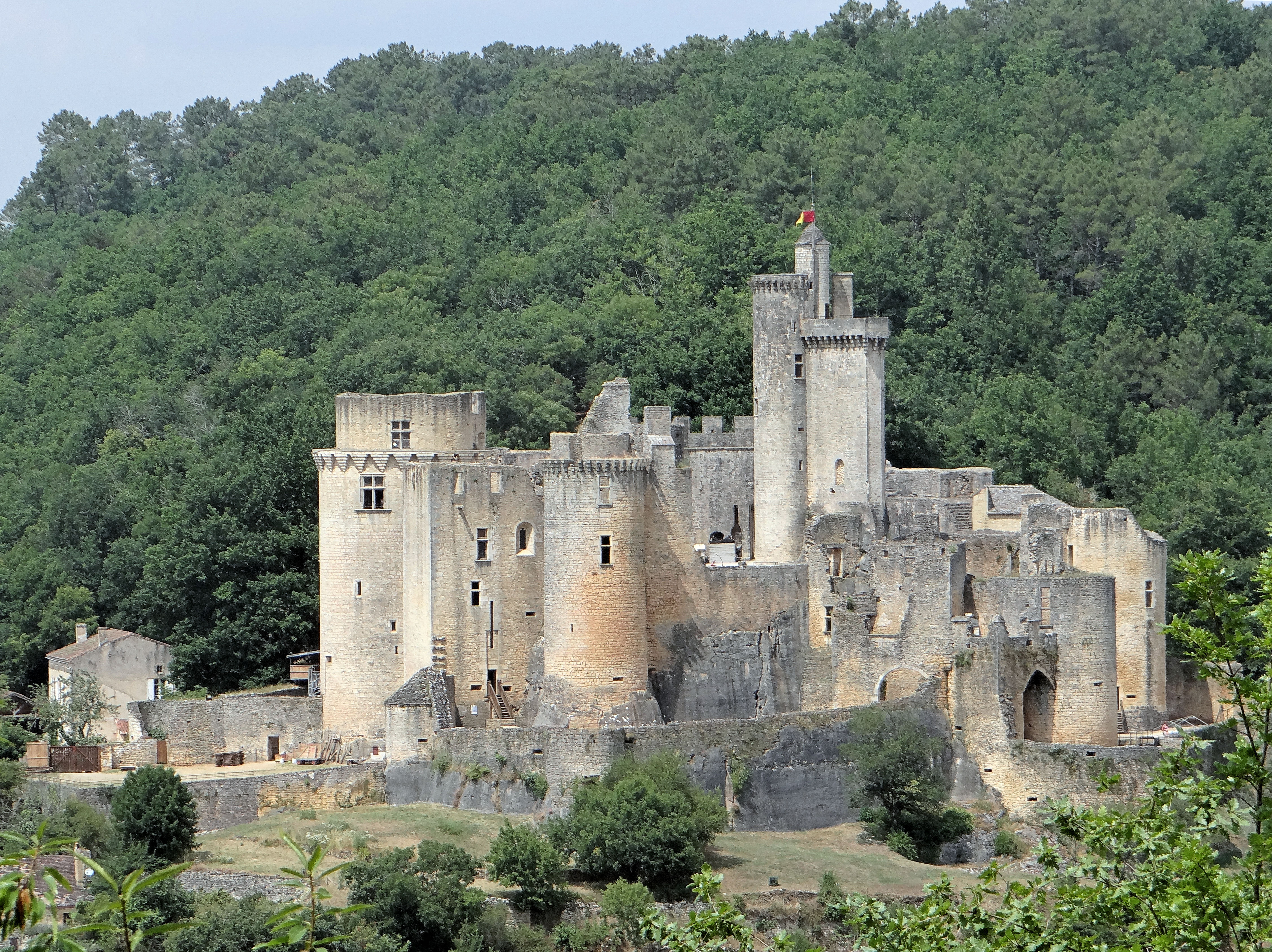
Château de Bonaguil, érigé au XIIIe et fortement remanié par Jean puis Bérenger au XVe siècle
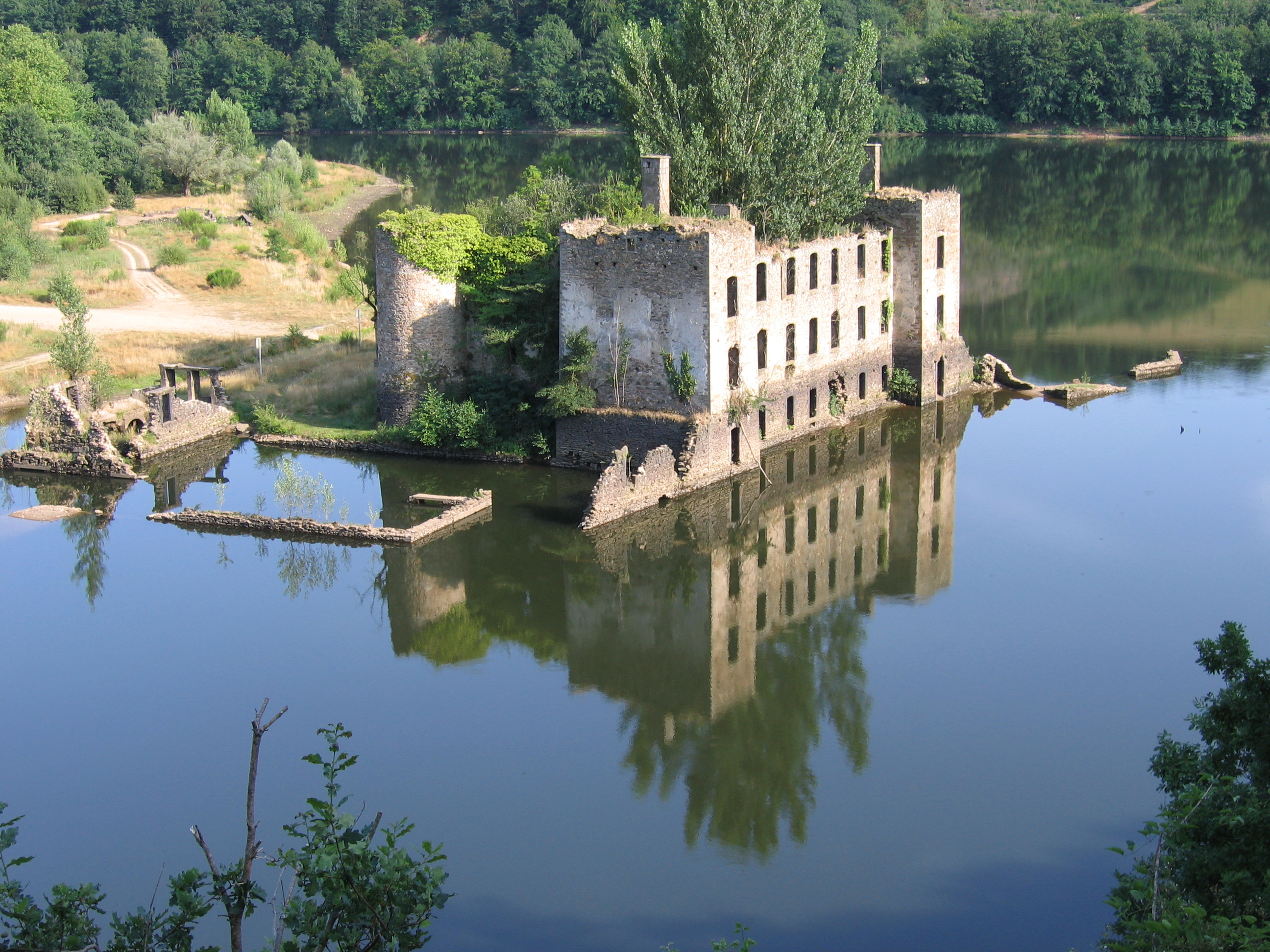
Château de Grandval, hérité par Charles marié à Françoise de Caudière en 1564
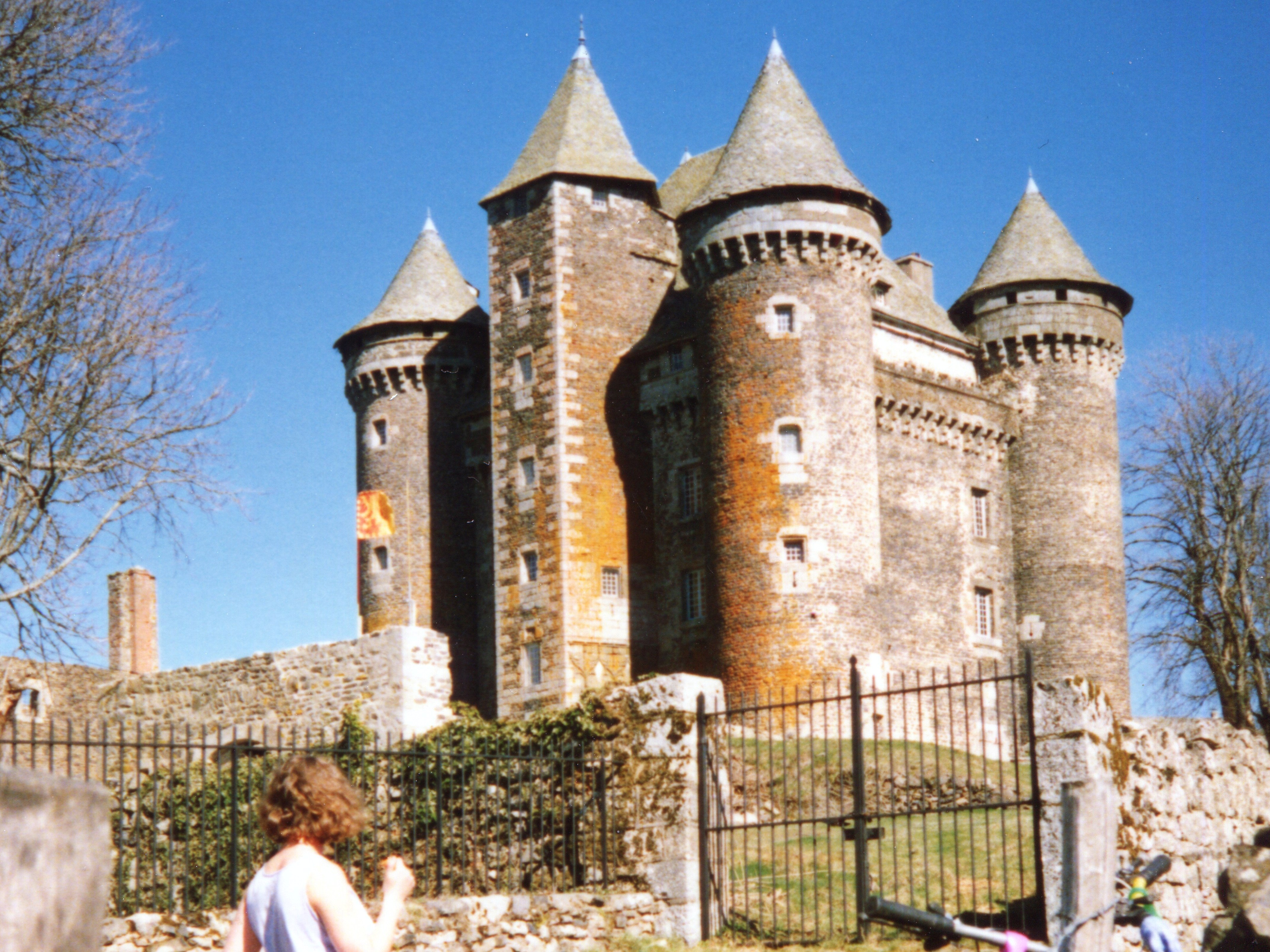
Château du Bousquet hérité par Pierre marié à François de Montpeyroux en 1558
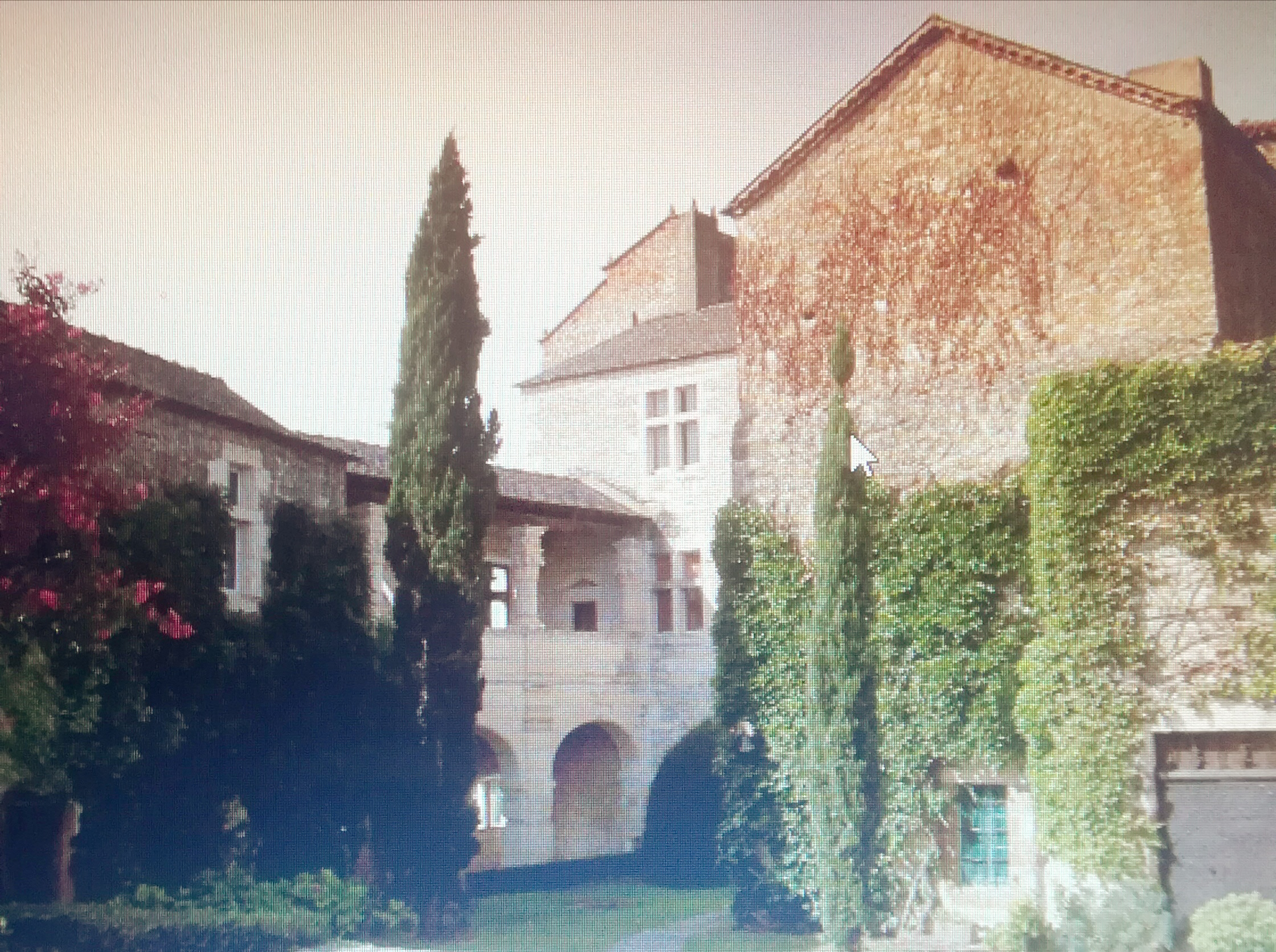
Château de Livers, hérité par François marié à Jeanne de Vézian en 1683
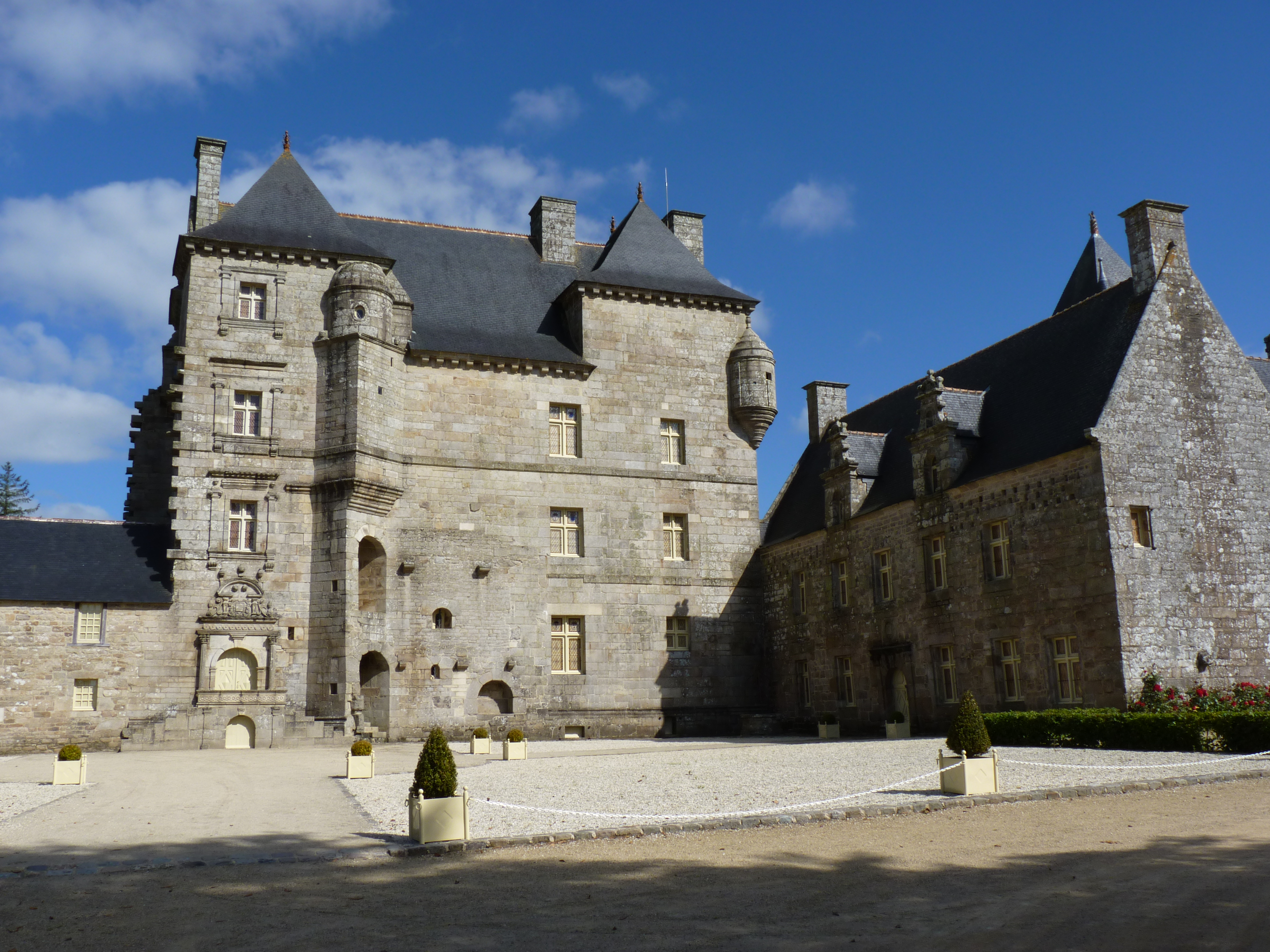
Manoir de Kéroué hérité par Pierre marrié à Léonie de Lagadec en 1783
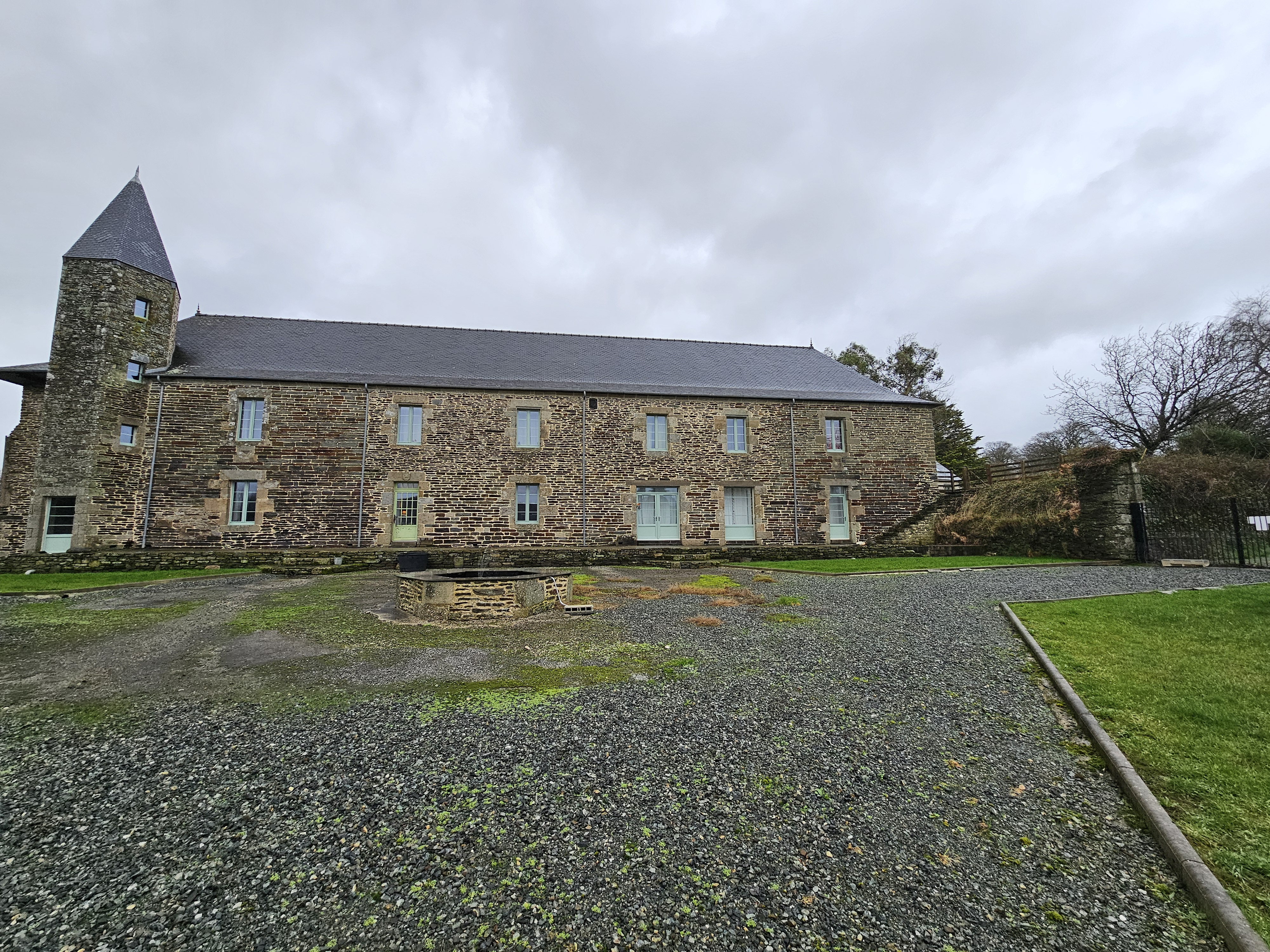
Manoir de Kerlouët, Jacques-Aymar s'y installe avec sa famille en  1718
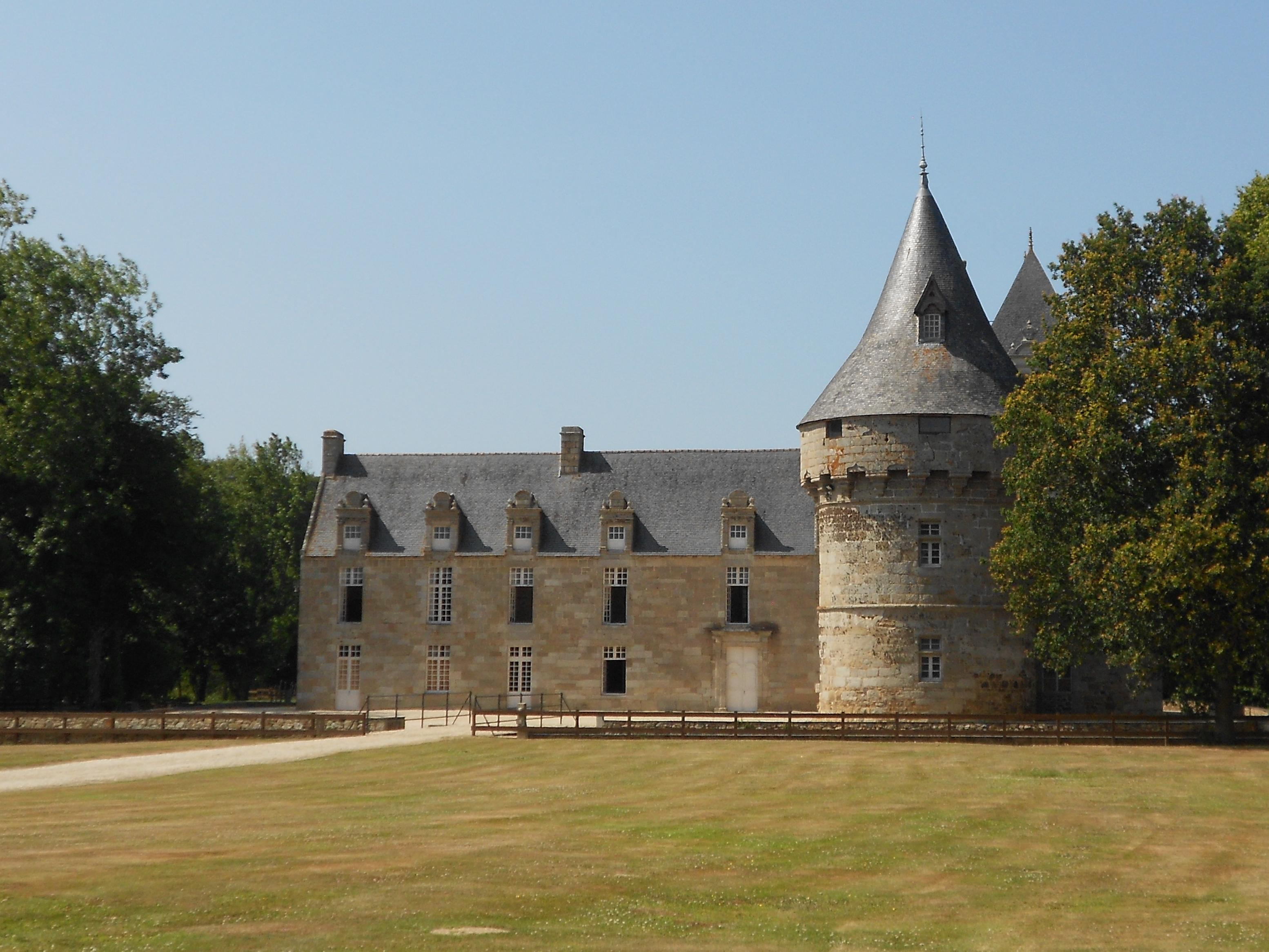
Château de Kéralio, hérité par Antoine marié à Fanny de Kéralio en 1858
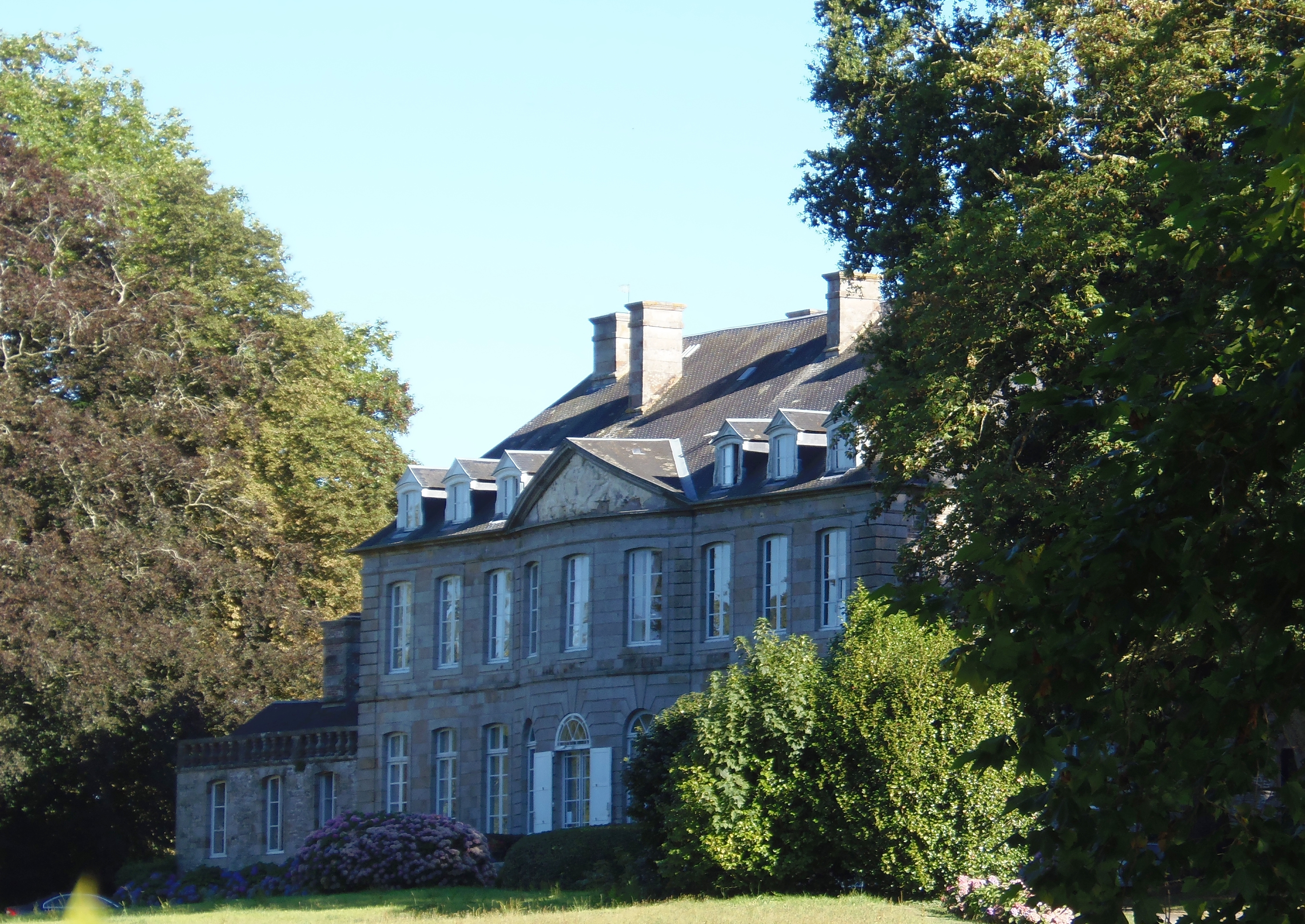
Château de Boucéel, racheté en 1896 par Robert de Roquefeuil

## Armes et titres
| Figure | Blasonnement |
| ------ | --- |
|        | Blanquefort: fascé contre-fascé d'or et de gueules. |
|        | Ainé: écartelé d'or et de gueules, aux quatre cordelières de l'un en l'autre Alias: Fascé contre-fascé d'or et de gueules de quatre pièces, aux huit cordelières de l'un en l'autre, |
|        | Padiès: d'azur à trois cordelières d’or passées en sautoir. |
|        | Bousquet & Montpeyroux: d'azur aux neuf cordelières d’or posées 3, 3 et 3. |
|        | Cahuzac: fascé contre-fascé d'or et de gueules aux neuf noeuds de cordelière posés 3, 3 et 3; chaque fasce chargée d'un noeud de cordelière de l'un en l'autre                       |

La famille éteinte d’Anduze-Roquefeuil prend vers 1270 le titre de comtor de Nant, titre inférieur à celui de vicomte et supérieur à celui de baron, qui passe par alliance, au XVe siècle, dans la famille de Roquefeuil-Blanquefort.
Marquis de Roquefeuil, en 1618  en faveur d'Antoine III de Roquefeuil, seigneur de Bonaguil,, titre éteint en 1639 avec son fils Antoine-Alexandre deuxième marquis de Roquefeuil.
En 1879, Louis de la Roque écrit : « On a dit que la baronnie de Roquefeuil avait été érigée en marquisat en 1618; on ne trouve nulle part aucune trace de cette prétendue érection. En supposant qu'elle ait eu lieu, les représentants actuels de cette famille ne descendraient pas en ligne directe d'Antoine III qui l'aurait obtenue et se trouveraient dans la même situation quant à leur titre que les Roquefeuil de la Roquette. comte et vicomte de Roquefeuil titres de cadets irréguliers. ». Philippe du Puy de Clinchamps écrit en 1970 que Les branches subsistantes de la famille de Roquefeuil ne sont pas titrées.
Saint Simon et Séréville, auteurs du Dictionnaire de la noblesse française Supplément (1977)  écrivent : « Louis XIII en 1622, leur reconnut « le titre immémorial de marquis, nûment immédiat de la couronne », confirmé par ordonnance des commissaires royaux en 1668 et le 7 septembre 1671 ainsi que par arrêt du parlement de Toulouse du 13 avril 1677... Qualification de marquis de Roquefeuil pour les deux sexes dans les domaines héréditaires de la maison d'Autriche en 1690 et 1720 ».

## Alliances
Les principales alliances de la famille rescencées dans les nobiliaires,,, sont : de Fumel (124x, 128x et 132x), de Gontaut-Biron (1304), de Gourdon (132x), de Montaud (134x), de Madaillan (1352), d'Albret (137x), d'Anduze (1380 et 1389), d'Arpajon (1405), de Montpezat (140x et 1466 et 1533), d'Antin (1430 et 1500), de Lescure (143x et 164x ), de Perusse des Cars (1436), de Peyre (1444), de Sauhnac (1457, 1663 et 1698), de Luzech (1470), de Morlhon (147x et 1484), Guérin du Tournel (1477), de Capluc (1495), de Durfort (1505), de Lauzière-Thémines (1514 et 15xx), de la Roche-Fontenille (1549 et 1854), d'Ossun (1549), de Lapanouse (1545, 1550 et 1615), de Cardaillac (1555), du Buisson de Bournazel (1556 et 1618), de Montpeyroux (1558, 1659 et 1686), de La Tour d'Auvergne (1565), de Corneilhan (1572 et 1589), de Losse (1573), 
de Rochechouart (1584), de Lustrac (1586), d'Hébrailh (1590 et 1594), de Rabastens (1587 et 159x), d'Astorg (1593), de La Valette de Parisot (160x), de Bénavent (1607 et 1691), de Roquefort (1620), d'Urfé (1624), de Lomagne (160x, 1626), de Saint-Aignan (1625), de Faramond (1627), de Madailhan de Lesparre (1629), de Moret de Peyre (1636), de Coligny (1639), de Laroque (1639, 1846 et 1856), de Galard (1640), de Villeneuve (1641), d'Izarn de Freissinet (164x), de Lescure (164x), de Lafont de Jean de Saint-Projet (1647), d'Alègre du Tourzel (1655), de Saint-Maurice (1679), de Commarque (1687), de La Vaissière-Cantoinet (1691), de Pins (1695), de Caumont (1699), de Lunati-Visconti (1704), de Curières de Saint-Côme (1704), de Croix (1711), de Prévinquières (1719), de Chabannes (1731 et 1920), de Montvallat (1744), d'Hébrard (1745), de Bourbon-Orléans (1777), de Verdun (1780), de Lambilly (1814), de Wendel (1827), Harscouet de Saint-Georges (1853), de Chaunac-Lanzac (1854), de Kerouartz (1857), de Lesguern (1859), du Breil de Pontbriand (1864), de Carné (1877), de Tocqueville (1884), de Chasteigner de la Roche-Posay (1885), de Belzunce (1898), de Garidel-Thoron (1904), Oudinot de Reggio (1908), de Durat (1914), du Ligondès (1919 et 2004), de Hédouville (1920), de Quatrebarbes (1922), d'Anthenaise (1925), Huon de Kermadec (1937 et 1985), de Cugnac (1953 et 1957), de la Roche Saint-André (1954), de Dreuille (1955), de Monteynard (1955), de Berthoult de Hautecloque (1958), de La Villeon (1960), de Roffignac (1970), de Noüe (1975), de Parscau du Plessis (1979), de La Fournière, de Vasselot de Régné (1985), de Kerautem (2000), Seguier d'Agoult (2008), de Béthune-Hesdigneul (2010), de Laâge de Meux (2011), de La Bourdonnaye-Blossac (2014), de Saint-Phalle (2020), de Gouvion Saint-Cyr (2022).